# Päidre järv
Päidre järv är en sjö i Estland.   Den ligger i landskapet Viljandimaa, i den södra delen av landet, 140 km söder om huvudstaden Tallinn. Päidre järv ligger 52 meter över havet.  I omgivningarna runt Päidre järv växer i huvudsak blandskog.